# Chandagaity
Chandagaity (russisch und tuwinisch Хандага́йты) ist ein Dorf (selo) in der Republik Tuwa in Russland mit 3207 Einwohnern (Stand 14. Oktober 2010).

## Geographie

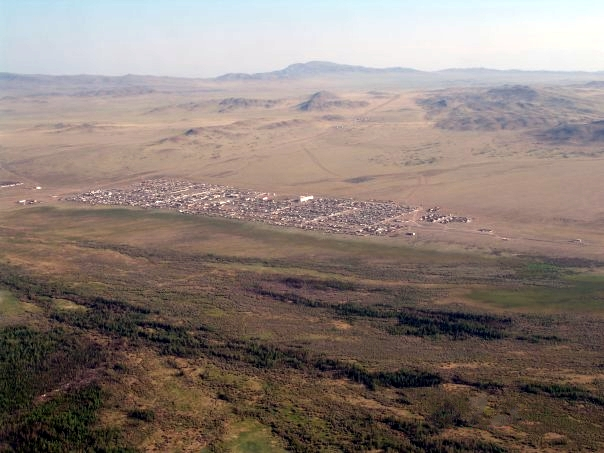
Chandagaity von Norden. Auf dem nächstgelegenen Bergzug verläuft die Staatsgrenze zur Mongolei.

Der Ort liegt etwa 200 km Luftlinie südwestlich der Republikhauptstadt Kysyl am südlichen Rand des Westlichen Tannu-ola-Gebirges, im Nordwesten des Uws-Nuur-Beckens, 4 km von der Staatsgrenze zur Mongolei entfernt. Er befindet sich am Oberlauf auch gleichnamigen Flusses, der knapp 10 km östlich die Grenze überquert und 35 km südöstlich in den abflusslosen See Uws Nuur mündet.
Chandagaity ist Verwaltungszentrum des Koschuuns (Rajons) Owjurski sowie Sitz und einzige Ortschaft der Landgemeinde (selskoje posselenije) Chandagaitinski sumon.

## Geschichte
Das 1938 entstandene Dorf wurde bereits am 24. März 1941 Verwaltungssitz des neu geschaffenen, nach dem alten Namen des Gebietes benannten Koschuuns (tuwinisch Өвүр, Öwür) der damaligen Tuwinischen Volksrepublik und blieb dies zunächst auch nach dem Anschluss an die Sowjetunion 1944.

### Bevölkerungsentwicklung
| Jahr | Einwohner |
| ---- | --------- |
| 1959 | 903       |
| 1970 | 1644      |
| 1979 | 2194      |
| 1989 | 2930      |
| 2002 | 3173      |
| 2010 | 3207      |

Anmerkung: Volkszählungsdaten

## Verkehr
Chandagaity liegt an der von Tschadan an der Regionalstraße 93K-02 (ehemals A192) Kysyl – Ak-Dowurak kommenden 93N-19 (ehemals A163), die südlich des Dorfes die  mongolische Grenze erreicht. In östlicher Richtung zweigt in Chandagaity die der Staatsgrenze nördlich des Uws Nuur folgende Regionalstraße 93N-21 nach Ak-Tschyraa ab, von dort weiter als 93N-39 ins 200 km entfernte östlich benachbarte Koschuunzentrum Samagaltai. Gut 10 km nordwestlich, unterhalb des 1950 m Chondergei-Passes über den Tannu-ola-Hauptkamm im Verlauf der 93N-19 zweigt die unbefestigte Regionalstraße 93N-22 ins 100 km westlich gelegene Rajonzentrum Mugur-Aksy ab.